# In the Zone
In the Zone is het vierde studioalbum van Britney Spears. Het is in 2004 in Nederland uitgekomen. De eerste single ervan is Me Against the Music, gemaakt met Madonna. Deze single werd geen megasucces, maar daar zorgde Toxic voor, met een nummer 4 als hoogste positie in de Top 40. Everytime, de derde single van dit album, kwam nog iets hoger, op nummer 3. Spears was ook van plan Outrageous als single uit te brengen, maar ze verwondde haar knie en hierdoor was ze genoodzaakt dit plan te laten varen.
Het album stond 33 weken in de Album Top 100 met nummer 9 al hoogste positie. Ook wist het een plaatsje te bemachtigen in de Album Top 100-jaarlijst, namelijk nummer 83.

## De dvd
Spears bracht voor haar album In the Zone een dvd plus cd uit.
Op de dvd staat een exclusief miniconcert, Live From ABC, dat volgens Spears een voorproefje was voor haar wereldtournee The Onyx Hotel Tour. Ze zong:
- Breathe On Me
- Everytime
- Me Against The Music
- (I Got That) Boom Boom
- Toxic
- ...Baby One More Time
- Boys / I'm A Slave 4 U MEDLEY

Bij de dvd hoort ook een bonus-cd met de volgende tracklist, inclusief twee nieuwe liedjes:
1. "I've Just Begun (Having My Fun)" 3:23
2. "Girls and Boys" 3:43
3. "Toxic" (Lenny Bertoldo Radio Mix) 3:31
4. "Me Against the Music"

## Tracks
1. "Me Against the Music" (met Madonna)
2. "(I Got That) Boom Boom" (met Ying Yang Twins)
3. "Showdown"
4. "Breathe on Me"
5. "Early Mornin'"
6. "Toxic"
7. "Outrageous"
8. "Touch of My Hand"
9. "The Hook Up"
10. "Shadow"
11. "Brave New Girl"
12. "Everytime"
13. "Me Against the Music" [Rishi Rich’s Desi Kulcha Remix] (met Madonna)
14. "The Answer" (bonustrack)
15. "Don't Hang Up" (bonustrack)

## Hitlijsten
| Jaar | Album       | Hitlijst              | Hoogste positie |
| ---- | ----------- | --------------------- | --------------- |
| 2003 | In the Zone | Billboard 200         | 1 (1 Week)      |
| 2003 | In the Zone | Top Internet Albums   | 1               |
| 2004 | In the Zone | Top UK Albums         | 13              |
| 2003 | In the Zone | Top Canadian Albums   | 2               |
| 2003 | In the Zone | Top Australian Albums | 6               |